# Storosa obscura
Storosa obscura är en spindelart som beskrevs av Rudy Jocqué 1991. Storosa obscura ingår i släktet Storosa och familjen Zodariidae. Inga underarter finns listade i Catalogue of Life.